# إيليزافيتينو (لينينغراد)
ييليزافيتينو (بالروسية: Елизаветино) هي مدينة في مقاطعة لينينغراد أوبلاست في روسيا. يبلغ عدد سكانها حوالي 2988 نسمة.